# Bardi (gemeente)
Bardi is een gemeente in de Italiaanse provincie Parma (regio Emilia-Romagna) en telt 2550 inwoners (31-12-2004). De oppervlakte bedraagt 190,1 km², de bevolkingsdichtheid is 14 inwoners per km².
De volgende frazioni maken deel uit van de gemeente: Bazzini, Bergazzi, Berlini, Bertonazzi, Boccolo, Bosini, Bre, Brugnoli, Caberra, Cacrovoli, Cantiga, Caprile, Carpana, Case Soprane, Cerreto, Chiesabianca, Cogno Gazzo, Cogno Grezzo, Comune Soprano, Costa, Cremadasca, Diamanti, Dorbora, Faggio, Ferrari, Filippini, Franchini, Frassineto, Gabriellini, Gazzo, Geminiano, Granelli, Granere, Grezzo, Lezzara, Moglie, Monastero, Noveglia, Osacca, Pareto, Piana Gazzo, Pianelletto, Pieve, Pione, Roncole, Rossi, Saliceto, Segarati, Sidolo, Taverna, Tiglio, Vicanini, Vischetto di Là.

## Impressie van Bardi

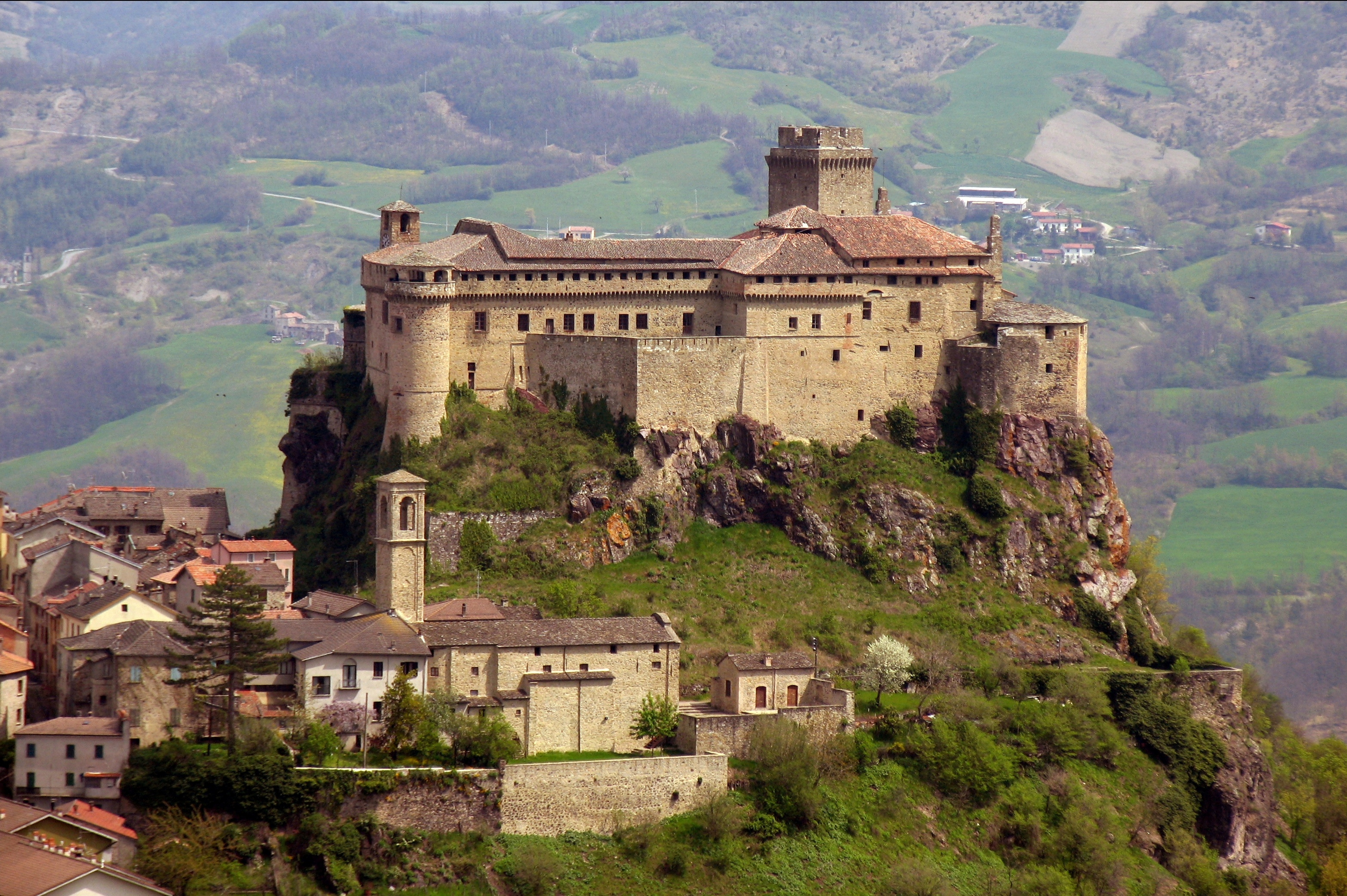
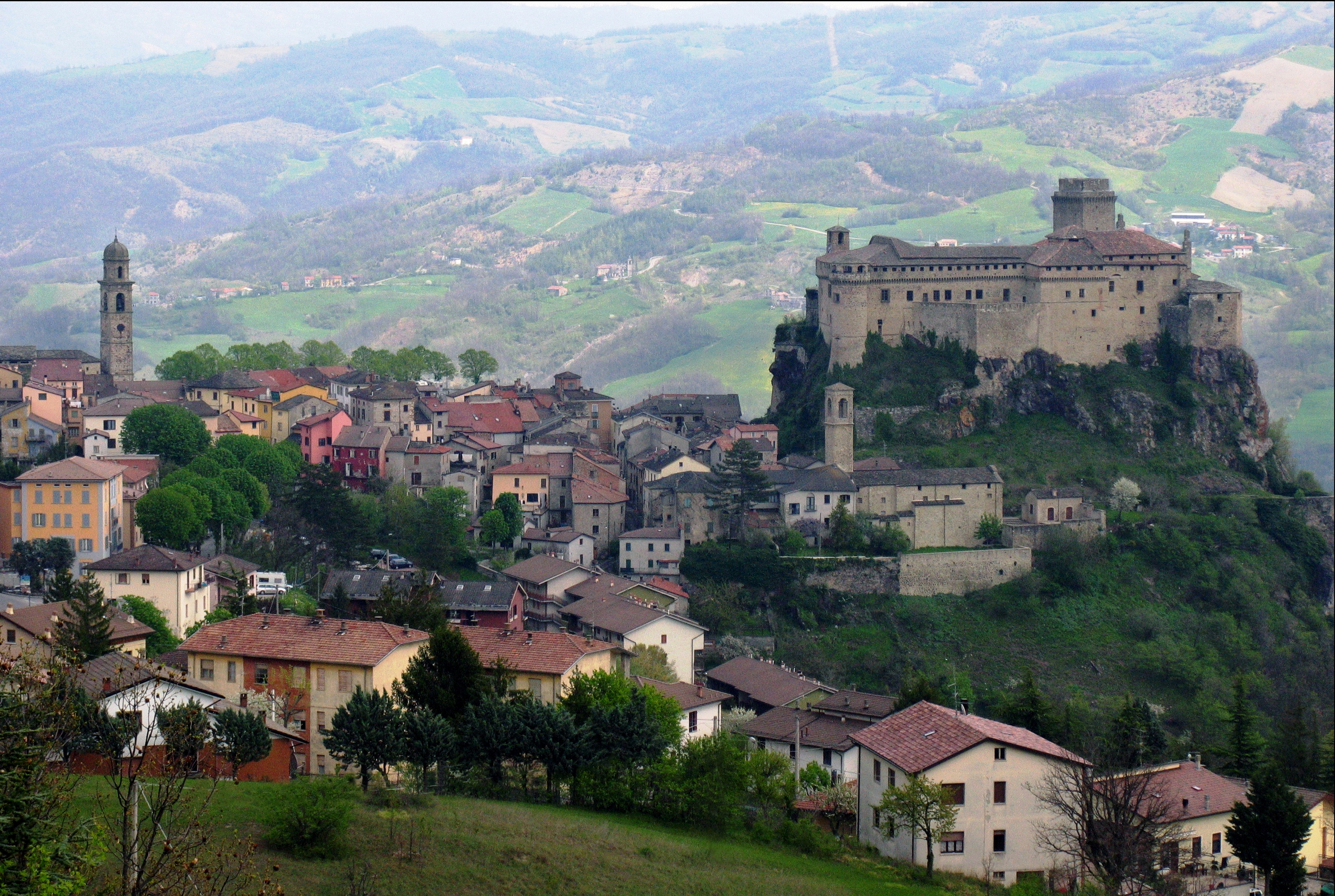
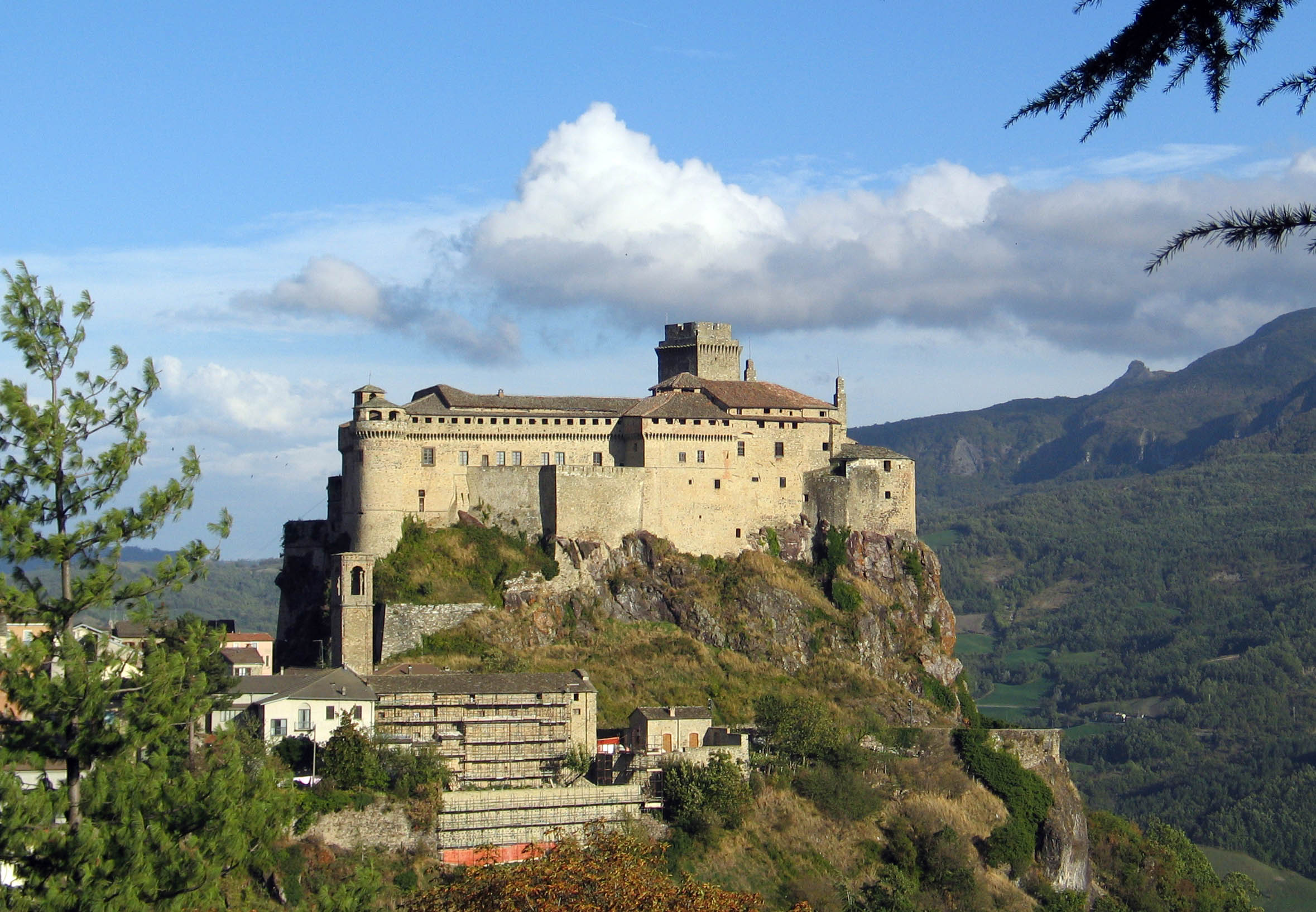
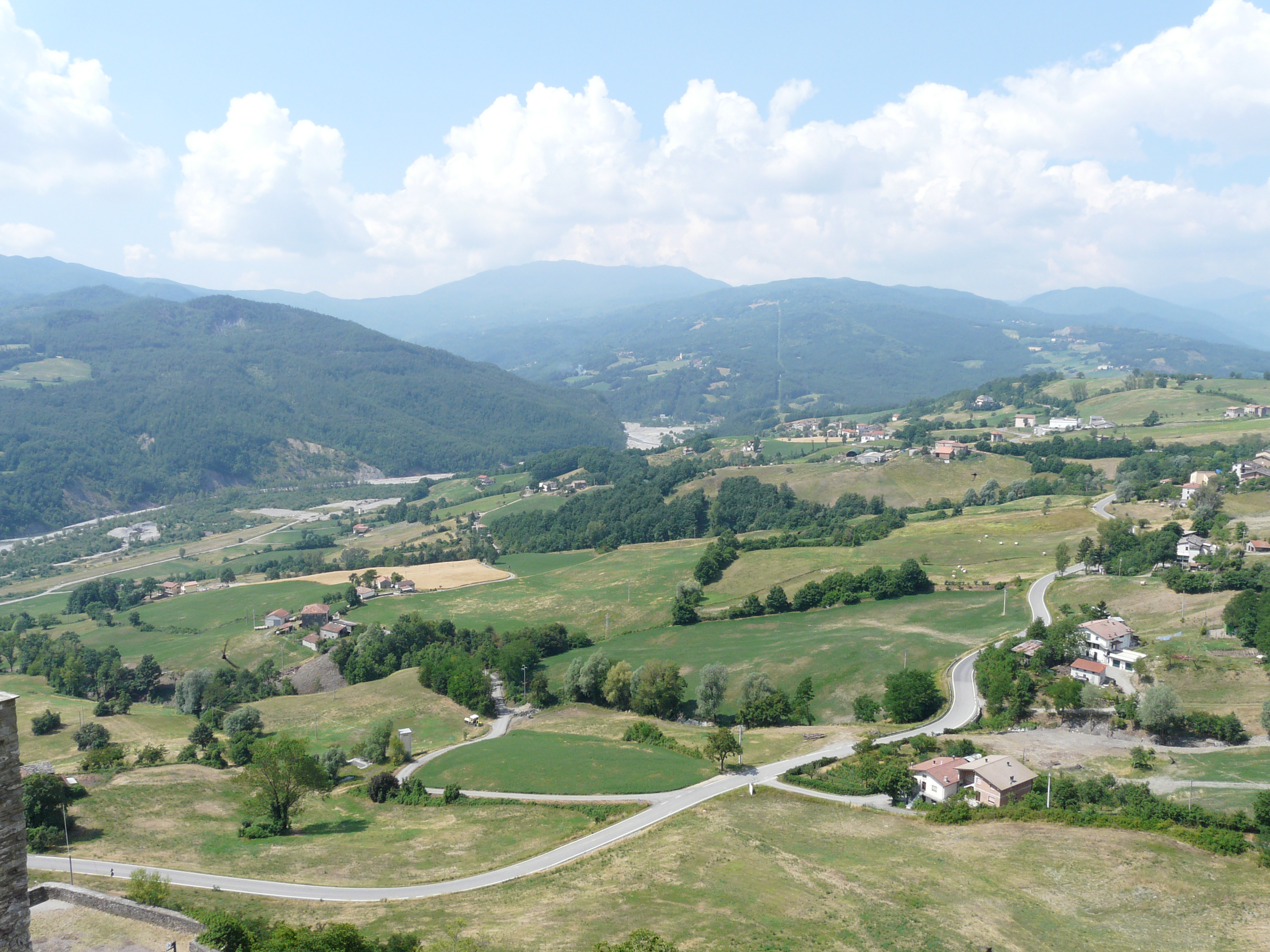

## Demografie
Bardi telt ongeveer 1237 huishoudens. Het aantal inwoners daalde in de periode 1991-2001 met 19,9% volgens cijfers uit de tienjaarlijkse volkstellingen van ISTAT.
| Jaar | Inwoneraantal |
| ---- | ------------- |
| 1991 | 3393          |
| 2001 | 2719          |

## Geografie
De gemeente ligt op ongeveer 625 m boven zeeniveau.
Bardi grenst aan de volgende gemeenten: Bedonia, Bore, Borgo Val di Taro, Compiano, Farini (PC), Ferriere (PC), Morfasso (PC), Valmozzola, Varsi.

## Geboren
- Antonio Samorè (1905-1983), geestelijke en kardinaal
- Jules Rossi (1914-1968), wielrenner

## Legende
De Carthaagse generaal Hannibal trok in de Tweede Punische Oorlog tegen de Romeinen met zijn leger vanuit Spanje naar Italië over de Alpen. De legende gaat dat een van zij olifanten in deze pas stierf en dat in ontzag voor het dier het stadje zijn naam heeft overgenomen: Bardi.